# Ifeoma Ozoma
Ifeoma Ozoma  (Santa Fe, 1990) es una politóloga y consultora estadounidense, defensora de la igualdad en la industria tecnológica.Tras dos años trabajando en políticas públicas en Pinterest, dimitió y denunció el maltrato y la discriminación racial que había sufrido en la empresa. Posteriormente, fundó la empresa de consultoría  Earthseed para defender la legislación de protección de los denunciantes y otros derechos de los trabajadores en la industria tecnológica. Su trabajo ha sido reconocido por The Root y Time.

## Formación
Ozoma creció en Anchorage, Alaska y Raleigh, Carolina del Norte. Sus padres son inmigrantes nigerianos. Ozoma asistió a la escuela secundaria en Choate Rosemary Hall, un internado privado de preparación universitaria en Connecticut. Se licenció en Ciencias políticas por Universidad de Yale en 2015.

## Trayectoria
Tras graduarse de la universidad, Ozoma se incorporó a Google en la oficina de Washington D. C., en 2015, donde trabajó en políticas públicas y actuó de enlace con el gobierno. Después pasó dos años en Facebook en Silicon Valley, trabajando en relaciones internacionales.

### Pinterest
Ozoma se unió al equipo recién formado de políticas públicas y de impacto de Pinterest Mientras estuvo en esta plataforma, orquestó su ampliamente elogiada decisión, de dejar de promocionar antiguas plantaciones de esclavos como lugares para bodas. También trabajó en temas como la desinformación médica y ayudó a Pinterest a implementar políticas que prohibieran contenidos antivacunas en su plataforma.
Durante su estancia en Pinterest, pasó un año reclamando un aumento de sueldo, lo que, según ella, habría equiparado su remuneración a la de otros compañeros con experiencia y responsabilidades similares. Finalmente contrató a un abogado para que le ayudara con las negociaciones sobre su cargo y remuneración. Después de que Ozoma sugiriera a la compañía que agregara una advertencia de contenido en las publicaciones de Ben Shapiro, un comentarista político conservador al que describió como "supremacista blanco", un colega colaboró con un grupo de derechas para  difamar a Ozoma publicando su número de teléfono personal, nombre y fotografías suyas en sitios web extremistas. Ozoma empezó a recibir amenazas de muerte, y. Pinterest no ayudó a eliminar la información ni castigó al empleado responsable.
Ya frustrada con lo que describió como una respuesta "peligrosamente inadecuada" al incidente de doxing, y con el reclamo infructuoso de un aumento de sueldo, en mayo de 2020 renunció a su cargo y presentó una queja ante el Departamento de Vivienda y Empleo Justo de California. Finalmente llegó a un acuerdo con Pinterest.
Ozoma comenzó a hablar públicamente de esta experiencia en junio, rompiendo un acuerdo de confidencialidad, después de que Pinterest declarara lo que ella creía que era un apoyo vacío a las  protestas por la muerte de George Floyd y la defensa de Black Lives Matter en todo el país. Junto con su compañera Aerica Shimizu Banks, quien también renunció y presentó una queja ante el DFEH, declaró públicamente que le había recibido una remuneración injusta en Pinterest y que fue represaliada cuando solicitó un cambio. Ambas mujeres criticaron el entorno como hostil y discriminatorio hacia las mujeres negras. En agosto, los empleados de Pinterest organizaron una huelga para protestar por el maltrato de la empresa a las mujeres, en particular a las mujeres de color.
Ozoma y Banks recibieron cada una menos de un año de indemnización por el despido. Unos meses más tarde, Françoise Brougher, ex directora de operaciones de Pinterest, recibió  22.5 millones de dólares en una demanda por discriminación de género contra la empresa. Otros miembros de sector tecnológico, entre ellos Timnit Gebru, criticaron a Pinterest por lo que consideraron una discriminación racista el trato que la empresa dio a Ozoma Banks, y a Brougher. Según The Guardian, Ozoma y Banks habían "sentado las bases" para que otros en la empresa, incluida Brougher, que es blanca, hablaran sobre la discriminación. Ozoma describió el acuerdo como una "bofetada en la cara".
En noviembre de 2021, Pinterest resolvió una demanda de accionistas presentada por el Sistema de Jubilación de Empleados de Rhode Island que alegaba que los ejecutivos habían permitido una cultura tóxica de discriminación. La demanda se basó en las acusaciones hechas por Ozoma y Banks. El acuerdo asignaba 50 millones de dólares  a reforzar la diversidad, equidad e inclusión en la empresa.
Tras su dimisión de Pinterest, Ozoma fundó Earthseed, una firma de consultoría enfocada en la equidad en la industria tecnológica.

### Ley Silenced No More
Ozoma copatrocinó la ley No más silenciados de California, una legislación que protege a los empleados que hablan sobre acoso y discriminación incluso si han firmado un acuerdo de confidencialidad. El proyecto de ley fue redactado por Ozoma y la senadora Connie Leyva, y aprobado por la Asamblea del Estado de California.  El gobernador Gavin Newsom lo convirtió en ley  en octubre de 2021 y entró en vigor el 1 de enero de 2022.
En el otoño de 2021, Ozoma inspiró a Chelsey Glasson, una exempleada de Google que demandó a la compañía por discriminación por embarazo, y trabajó con Cher Scarlett, una exingeniera de software de Apple y activista laboral que había sido líder del movimiento #AppleToo, para presentar un proyecto de ley similar en el estado de Washington, que se convirtió en ley en marzo de 2022. Google y Apple se comprometieron con las protecciones de Silenced No More para todos los empleados.

### Propuesta a los accionistas de Apple
En septiembre de 2021, Ozoma, el grupo de defensa de accionistas sin fines de lucro Open MIC, y las firmas de inversión de impacto social Whistle Capital y Nia Impact Capital presentaron una propuesta a los accionistas de Apple. El grupo solicitó a la empresa que realizara una evaluación de riesgos con respecto a las cláusulas de confidencialidad impuestas a los empleados que han sufrido acoso o discriminación. La propuesta surgió tras una sugerencia menos formal de Ozoma y Nia, para añadir proactivamente una declaración a los acuerdos laborales que dijera que no se impedía a los empleados "discutir o divulgar información sobre actos ilícitos en el lugar de trabajo, como el acoso o la discriminación". Apple se negó, diciendo que esto ya estaba reflejado en su política de conducta empresarial.
El 18 de octubre de 2021, Apple presentó una respuesta de no acción a la propuesta de los accionistas ante la Comisión de Bolsa y Valores de Estados Unidos, alegando que Apple no utiliza los tipos de cláusulas de ocultación a las que Nia hacía referencia.
El 22 de noviembre de 2021, Nia presentó una respuesta a Apple y la SEC, afirmando que habían "recibido información, proporcionada  confidencialmente, de que Apple había intentado utilizar cláusulas de ocultación en el contexto de demandas por discriminación, acoso y otras violaciones laborales en el lugar de trabajo". Scarlett declaró más tarde que le había proporcionado la información a Nia. El 21 de diciembre de 2021, la SEC falló en contra de la presentación de Apple, una victoria para los activistas. Ocho tesoreros de los Estados Unidos pidieron a la SEC una investigación. Los accionistas votaron a favor de la propuesta de auditoría el 4 de marzo de 2022. Apple publicó los resultados de la auditoría en diciembre de 2022 y se comprometió a no hacer cumplir las disposiciones encontradas que podrían limitar "la capacidad de una persona para hablar sobre conductas [ilegales]".

### El manual del trabajador tecnológico
En colaboración con organizaciones como Omidyar Network, The Signals Network y Lioness, Ozoma lanzó The Tech Worker Handbook, en octubre de 2021. Se trata de un sitio web que contiene recursos gratuitos para los trabajadores de las empresas  tecnológicas que buscan información documentada antes de expresar su opinión sobre  temas de interés público. Este manual guía a los trabajadores a través de lo que podrían encontrar en el proceso legal, su relación con los medios de comunicación y sobre las preocupaciones físicas y de seguridad. También incluye anécdotas y recomendaciones de otros denunciantes tecnológicos.

## Reconocimiento
Ozoma fue incluida en The Root's 2021 "The Root 100", una lista anual de los afroamericanos más influyentes en diversos campos  y por Time en 2022 en la lista Time 100 Next  y fue distinguida como una de las BBC 100 Women en el mismo año.

## Vida personal
Ozoma reside en Santa Fe, Nuevo México .